# (1464) Armisticia
(1464) Armisticia est un astéroïde évoluant dans la ceinture principale, découvert le 11 novembre 1939 par l'astronome belgo-américain George Van Biesbroeck.
Découvert le jour du 21e anniversaire de l'armistice de 1918 en référence duquel il est nommé dans un espoir de paix alors que la Seconde Guerre mondiale a débuté. 